# Билчаны (река)
Билчаны (также Бильчаны) — река в Эвенкийском районе Красноярского края России.

## Общие сведения
Берёт начало к югу от плато Путорана из озера Билчаны на высоте 313 м над уровнем моря. Протекает по необитаемой местности в зоне лесотундры. В верховьях течёт на север; после впадения реки Диктэмэ поворачивает на запад, а после впадения наиболее значительного притока в точке с координатами 65°44′18″ с. ш. 93°05′39″ в. д. — реки Ванга — поворачивает на юг. Впадает слева в Тутончанау на высоте менее 198 м над уровнем моря. Длина реки составляет 101 км. Площадь водосборного бассейна — 2020 км². Скорость течения реки — 0,8 м/с. Перед впадением Ванги имеется водопад высотой 11 м. Ширина в нижнем течении — 138 м при глубине 0,5 м.